# Daltonská mateřská škola
Daltonská mateřská škola (též Mateřská škola dle daltonského plánu) je mateřská škola, která aktivně využívá principy daltonského plánu neboli Daltonu, jakožto alternativního metodického způsobu výuky. Daltonské mateřské školy bývají často organizačně propojeny s prvním stupněm daltonských základních škol. Daltonský plán vytvořila Helen Parkhurstová (1886–1973). První škola dle daltonského plánu, konkrétně střední, byla založena roku 1919 v americkém městě Dalton. Helen Parkhurstová si kladla za cíl vytvořit vzdělávací systém, který by se vztahoval ke všem věkovým skupinám, a nejvíce se inspirovala Mariou Monstessori, se kterou i spolupracovala. Dalton není ucelený systém, který by striktně určoval způsob výuky. Každá mateřská škola si může daltonský program přizpůsobit dle svých potřeb, měla by však akceptovat základní principy Daltonu a mít adekvátní prostor, pomůcky a materiály. Dále by měla mít stanovený určitý denní režim a práce pedagogů by měla být uspořádána do celků, které bývají označovány jako daltonské bloky. Třídy daltonské mateřské školy bývají většinou věkově smíšené. Každá daltonská mateřská škola má individuální ráz.

## Dalton
Dalton je založen na myšlence metodického způsobu výuky, který děti nestresuje. Měl by přinášet klid a možnost věnovat se dětem dle jejich potřeb. Proto bývá často vnímán jako vhodná alternativa tradičního vyučování. Dalton využívá specifické členění učiva, snaží se zakomponovat a prohlubovat nadání a schopnosti dětí. V rámci Daltonu se děti učí spoléhat samy na sebe, ale i na druhé a vzájemně spolupracovat. Při řešení úkolu či problému totiž Dalton propojuje individuální učení, partnerskou kooperaci i skupinovou spolupráci zúčastněných (např. kooperativní výuka). Učiteli napomáhá k osobnímu a profesnímu růstu.

## Základní principy daltonské MŠ
- zodpovědná svoboda – dítě se učí zacházet se svobodou a získávat odpovědnost za své konání[2]
- samostatnost – dítě si samo zvolí svůj způsob a tempo práce vedoucí k dokončení zvoleného úkolu a učí se samostatně pracovat
- spolupráce – práce ve skupině – dítě by si mělo být vědomo svého přínosu ve skupině a zlepšovat svoje komunikační dovednosti[5]

## Historie Daltonu v České republice
Na území dnešní České republiky se Dalton dostal do povědomí ve 30. letech 20. století zásluhou českého psychologa a pedagoga Václava Příhody, který tento metodický způsob výuky praktikoval na základní škole na Zlínsku. Daltonské mateřské školy vznikaly v České republice společně s dalšími alternativními způsoby výuky přibližně v polovině 90. let 20. století. V Brně byl od roku 1996 ve spolupráci se zahraničními školami vzdělávajícími dle daltonskéno plánu připravován program českých daltonských škol. První daltonské mateřské školy v České republice byly uvedeny do provozu roku 2000. Dnes zde funguje více než deset mateřských škol, které v rámci svých aktivit pravidelně spolupracují s Asociací českých škol.

## Specifika Daltonu v mateřské škole
Daltonský plán v mateřské škole je alternativou v oblasti organizace výuky. Dává dětem možnost získat dovednosti, které jsou pro jejich život důležité a které v běžné mateřské škole nejsou příliš rozvíjeny.  Děti si vytvářejí vlastní učební materiály a jsou vedeny k samostatnému hledání informací a jejich praktickému využití.

### Centra aktivit
V daltonské mateřské škole převažuje hra a práce v tzv. centrech aktivit, kde jsou pro použití nachystané pomůcky a materiály. Centra aktivit podněcují vytváření skupin, v nichž probíhá spolupráce a rozvoj organizačních schopností. Centra aktivit vedou děti ke vzájemné toleranci. Jsou uspořádána tak, aby se děti vzájemně nerušily, ale stále měly možnost spolupracovat. Děti si zvyknou, že mají materiály k dispozici ve třídě na určitých místech. Učí se však také, že k použití některých materiálů potřebují souhlas učitele.

### Daltonská tabule úkolů
Každý den v daltonské mateřské škole začíná úvodním skupinovým rozhovorem, po kterém následuje seznámením dětí s nabídkou aktivit a úkolů uvedených na daltonské tabuli úkolů. Z těchto si děti poté volí, kterému úkolu se budou věnovat. Když má dítě pocit, že již zvolený úkol splnilo, označí to na daltonské tabuli úkolů u svého jména nebo symbolu. Úkoly jsou velmi jednoduché. Nejedná se o práci, ale o hraní si. Na tabuli může být např. kartička s obrázkem boty, což znamená, že se má jít na procházku.

### Spolupráce dětí
Ke spolupráci dětí dochází např. tak, že všechny děti ve skupině mají zadaný jeden společný úkol pro všechny a po jeho splnění ho společně hodnotí. Může dojít i k situaci, kde každá skupina pracuje jen na určité části zadaného úkolu a po jeho splnění skupiny zkompletují jednotlivě splněné úkoly a hodnotí výsledek jako souhrnný celek. Dalším případem možné spolupráce mezi dětmi je situace, kdy jednotlivé skupiny dětí dostanou odlišné úkoly, které spolu souvisejí jen částečně. Úkolem dětí je poté hledat souvislosti či odlišnosti a hovořit o daných úkolech. Při skupinové práci si děti mají uvědomit, jak se k vytvoření skupinového výsledku vzájemně potřebují, tedy že úplně každý člen skupiny je přínosem a je zodpovědný za finální výsledek.

### Barvy dnů
Každý den v týdnu má přidělenou barvu. Barvy dnů slouží ke zpestření výuky a mohou ovlivňovat i téma dne. Jsou striktně dány a také vyznačeny v každé jednotlivé třídě. Pomocí barev dnů se děti naučí lépe orientovat ve dnech týdne.

## Role učitele
Mateřská škola je neodmyslitelnou součástí vzdělávacího systému a její učitelé patří u nás do druhé nejpočetnější profesní skupiny učitelů. Učitel v daltonské mateřské škole má za úkol připravovat pro děti jednotlivé varianty aktivit a úkolů, a to jak pro jednotlivce, tak i pro skupiny. Může se tomu naučit v dlouhodobějších seminářích, které jsou tvořeny a nabízeny Asociací českých daltonských škol, nebo na jejích každoročních mezinárodních odborných konferencích. Aktivity a úkoly jsou tvořeny na základě situací a zájmů dětí. V převaze jsou spíše aktivity a úkoly pro individuální práci. Učitel má za úkol také podněcovat vzájemnou komunikaci a slovně podporovat nápady dětí. Učitel by měl dětem Dalton představit spíše z praktické než z teoretické stránky.